# Синельников-Мурылёв, Сергей Германович
Сергей Германович Синельников-Мурылёв (род. 11 июля 1960) — ректор Всероссийской академии внешней торговли Минэкономразвития России, научный руководитель Института экономической политики им. Е. Т. Гайдара, проректор Российской академии народного хозяйства и государственной службы при Президенте Российской Федерации, российский экономист, доктор экономических наук, профессор. Соратник Е. Т. Гайдара. По итогам 2017 г. входил в число 10 самых богатых ректоров страны с доходом более 53 млн. руб.
28 апреля 2023 года арестован судом на 2 месяца. Предъявлено обвинение в мошенничестве в особо крупном размере (ч. 4 ст. 159 УК РФ).

## Образование, учёные степени
1982 г. — Московский государственный университет, экономический факультет, специальность «экономическая кибернетика».
1985 г. — Кандидат экономических наук (специальность 08.00.13 — «Математические методы анализа экономики)».
1996 г. — Доктор экономических наук (ИМЭМО РАН по специальности 08.00.01 — «Экономическая теория»).
1997 г. — Защитил докторскую диссертацию в Университете им. Пьера Мендеса Франса (Гренобль II) — Universite Pierre Mendes France Grenoble II — по специальности «Прикладная экономика».
2005 г. — Получил право руководства во Франции научными исследованиями в области экономических наук (Le diplome de l’habilitation a diriger des Recherches en «SCIENCES ECONOMIQUES»).
С. Г. Синельников-Мурылев владеет французским и английским языками.
2007 г. — ВАК при Минобрнауки России присвоил учёное звание профессора.

## Профессиональная деятельность
1985—1990 гг. — работал в Научно-исследовательском экономическом институте Госплана СССР заведующим лаборатории.
1990 г. — работал заведующим лабораторией в Институте экономической политики Академии народного хозяйства и АН СССР.
1992 г. — Советник Председателя Правительства Российской Федерации.
1993—2007 гг. — работал заместителем директора Института экономики переходного периода.
2007 г. — избран на должность ректора Всероссийской академии внешней торговли Минэкономразвития России.
С 2008 г. — Научный руководитель Института экономики переходного периода (c 2009 г. институт носит название Институт экономической политики имени Е. Т. Гайдара).

## Участие в экспертных советах и рабочих группах
2007 — н/в: Член коллегии Министерства экономического развития Российской Федерации;
2010 — н/в: Член коллегии Федеральной налоговой службы;
2011 — н/в: Член Наблюдательного совета Публичного акционерного общества «Сбербанк России»;
2011 — н/в: Председатель Общественного совета Министерства финансов Российской Федерации;
2012 — н/в: Член Общественного совета Министерства экономического развития Российской Федерации.
2022 — н/в: Член экспертного совета при правительстве РФ.

## Награды
- Орден Александра Невского (11 июля 2021 года) — за большие заслуги в научно-педагогической деятельности, подготовке квалифицированных специалистов и многолетнюю добросовестную работу[3]
- Орден Почёта (14 июня 2012 года) — за заслуги в области образования, науки и большой вклад в подготовку квалифицированных специалистов[4]
- Медаль «Защитнику свободной России» (22 августа 2001 года) — за исполнение гражданского долга при защите демократии и конституционного строя 19-21 августа 1991 года[5]

## Критика
По данным вольного сетевого сообщества «Диссернет», являлся фигурантом  диссертаций, которые содержат масштабные заимствования, не оформленные как цитаты